# منزل قعيش (المشنة)

تعديل مصدري - تعديل

منزل قعيش هي إحدى قرى عزلة الحوج العدنى بمديرية المشنة التابعة لمحافظة إب، بلغ تعداد سكانها 506 نسمة حسب تعداد اليمن لعام 2004.